# جارویس (دهانه)
جارویس یک دهانه برخوردی در ماه‌ است.